# Guy Montserret
Guy Montserret   (Constantine, 24 de juny de 1935 - Tolosa, 26 de novembre de 2014) fou un nedador francès, especialista en estil lliure, que va competir durant la dècada de 1950.
El 1956 va prendre part en els Jocs Olímpics d'Estiu de Melbourne, on disputà dues proves del programa de natació. En ambdues quedà eliminat en sèries.
En el seu palmarès destaquen una medalla de plata al Campionat d'Europa de natació de 1950 i dues d'or i tres de bronze als Jocs del Mediterrani de 1955 i 1959. Guanyà vuit campionats nacionals, quatre dels 400 i quatre dels 1.500 metres lliures. El 1957 millorà el rècord d'Europa dels 800 i 1.500 metres lliures.